# Shams Ul Haq

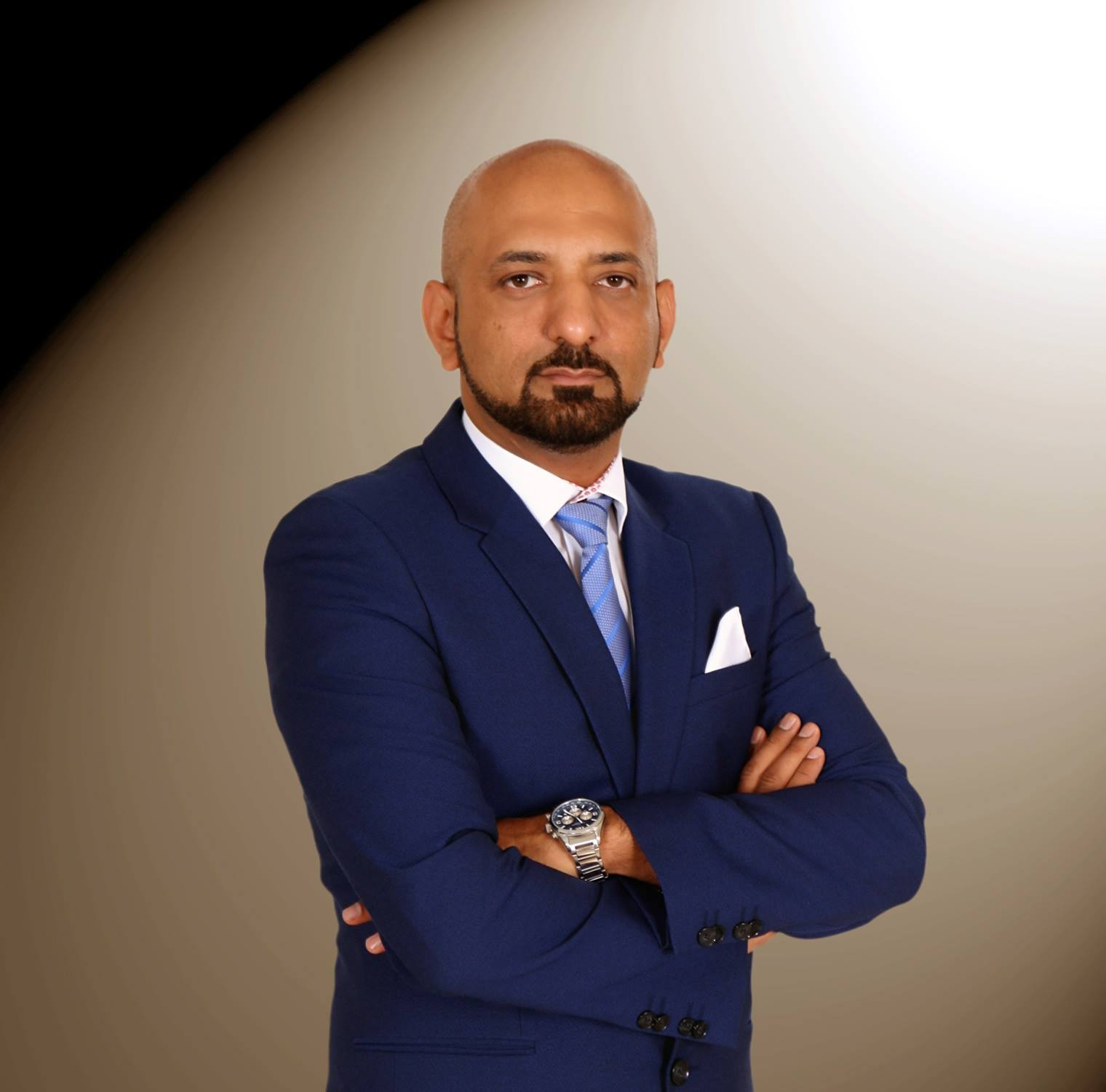
Shams Ul Haq

Shams Ul Haq Qudoos (* 1975 in Pakistan) ist ein deutscher Journalist und Autor.

## Leben
Shams Ul Haq wuchs in einer Stadt in der Nähe von Lahore in armen Verhältnissen auf. Um die Schule bezahlen zu können, verkaufte er abends Wassermelonen und Getränke am Busbahnhof. Im Alter von 15 Jahren kam er als unbegleiteter minderjähriger Asylbewerber nach Deutschland und zog mit Hilfe eines Stipendiums nach Bad Marienberg. Nach einer Ausbildung als Schweißer arbeitete er bei verschiedenen Firmen, unter anderem als Leiter eines Call-Centers. Er nahm 2001 die deutsche Staatsangehörigkeit an, zog nach Offenbach und betrieb in Frankfurt-Nordend ein Geschäft für Mobiltelefone mit Postagentur.
Ul Haq arbeitet seit 2007 als investigativer Journalist in Libyen, Syrien, Afghanistan, Pakistan und anderen Ländern, unter anderem für WeltN24 und die Wiener Zeitung. Er gilt als Terrorismusexperte.

### Recherchen
Er begann seine journalistische Karriere im Jahre 2007 bei Die Welt mit einem Interview mit Benazir Bhutto. Seitdem ist er als freier Journalist mit Fokus auf den Mittleren Osten tätig. Er arbeitet derzeit bzw. arbeitete in der Vergangenheit unter anderem für SonntagsZeitung, Kleine Zeitung n-tv, ZDF und ARD, Die Welt, Wiener Zeitung, Tiroler Tageszeitung, FAZ, Huffington Post und The Nation. Als investigativer Journalist bereiste er bereits viele Länder. Diese sind u. a.:
Afghanistan, Ägypten, Bangladesch, Burma, Indien, Irak, Iran, Kanada, Libyen, Marokko, Nepal, Pakistan, Syrien, USA, Usbekistan.
Er führte weltweit diverse Gespräche mit Politikern und bedeutenden Personen. Die Liste dieser umfasst u. a.:
Angela Merkel, Frank-Walter Steinmeier, Olaf Scholz, Thomas de Maizière, Holger Münch, Arsenij Jazenjuk, Imran Khan, Pervez Musharraf, Benazir Bhutto, Hamid Karzai, Nawaz Sharif, Asia Bibi, Ahmet Davutoglu, John McCain, David Petraeus, Kofi Annan, Anders Fogh Rasmussen, Mohammed Dschawad Sarif, Tawakkol Karman, Masoumeh Ebtekar, Sebastian Kurz, Bill McDermott, Abdul Sattar Edhi, Vitali Klitschko, Riyad Farid Hidschab, Tammam Salam, Thomas Gottschalk.
Für N24 (Welt) arbeitet er als Asien-Korrespondent.
Ul Haq gelang 2016 als investigativem Journalisten, mit 35 verschiedenen Identitäten die Zustände in Flüchtlingsunterkünften aufzudecken. Danach veröffentlichte er das Buch Die Brutstätte des Terrors, für das er mehrere Monate unerkannt („undercover“) in 35 verschiedenen Flüchtlingsunterkünften in Deutschland, Österreich und der Schweiz verbracht hatte. Sein Fazit: „Anwerbungen fundamentalistischer Islamisten erfolgen in Flüchtlingslagern in erster Linie über zwei Wege: Über das schlechte Essen und über die ebenso häufig fehlenden Möglichkeiten, sich ungestört seinen religiösen Praktiken zu widmen.“. In diesem Zusammenhang deckte Ul Haq für Frontal21 auf, dass Flüchtlinge offenbar zur Prostitution gezwungen werden.
Während seiner Investigationen in den Flüchtlingsunterkünften begann Ul Haq gleichzeitig seine verdeckte Arbeit in europäischen Moscheen zum Thema Radikalisierung. Ul Haq gibt an, 150 Moscheen besucht zu haben. Das Ergebnis dieser Tätigkeit war das Buch Eure Gesetze interessieren uns nicht, das im Oktober 2018 erschien und mit dem er auf der Frankfurter Buchmesse 2018 vertreten war. Für dieses Buch sowie seinen Recherchebeitrag „Hass aus der Moschee“ für ZDFzoom erhielt Ul Haq 2019 die Auszeichnung „Media Person of the year in Europe 2018/2019“.
Ul Haq berichtete 2020 für die Internetseite des ZDF zur Lage rund um das Coronavirus in Indien und Iran. Außerdem berichtete Ul Haq im Rahmen der Corona-Krise auch über die Herstellung von Schutzmasken in Indien und wies dabei auf mangelnde hygienische Standards hin. Als Terrorismusexperte berichtete Ul Haq mit seiner Kollegin Susana Santina für das ZDF aus dem deradikalisierten Camp der Taliban aus dem afghanisch-pakistanischen Grenzgebiet (Peshawar). Als Terrorismusexperte berichtete er auch für n-tv aus Kabul zu der Frage, wie die Taliban die Coronakrise für sich nutzen. Seine investigativen Recherchen führten Ul Haq auch in den sozialen Brennpunkt der Stadt Dietzenbach in Hessen, von wo aus er über die Missstände im Spessartviertel berichtete. Neben diesen Recherchen widmet sich Ul Haq in seiner Berichterstattung ebenso den alltäglichen Problemen der Menschen in Asien. So berichtete er Anfang 2021 beispielsweise über die Bauernproteste in Indien.
Während der Übernahme Kabuls durch die Taliban Mitte August 2021 berichtete Shams Ul Haq vor Ort unter Lebensgefahr als Terrorismusexperte für namhafte deutschsprachige Medien, so u. a. für den ORF, die Kronen Zeitung, für Welt-TV und Servus TV. Als erster deutscher Journalist führte er ein Interview für die Kronen Zeitung mit dem Talibanführer und offiziellen Talibansprecher Zabihullah Mujahid in Kabul.

## Werke
- Die Brutstätte des Terrors. Südwestbuch, Waiblingen 2016. ISBN 978-3-945769-97-3.
- Eure Gesetze interessieren uns nicht! Undercover in europäischen Moscheen – wie Muslime radikalisiert werden. Orell Füssli Verlag, Zürich 2018. ISBN 978-3-280-05682-0.